# Ceratostylis crassifolia
Ceratostylis crassifolia är en orkidéart som beskrevs av Johannes Jacobus Smith. Ceratostylis crassifolia ingår i släktet Ceratostylis och familjen orkidéer. Inga underarter finns listade i Catalogue of Life.